# Khaled El Mekwad
Khaled El Mekwad (arabisch خالد المقود, DMG Ḫālid al-Miqwad) ist ein ägyptischer Diplomat und Funktionär der Vereinten Nationen, der seit 2022 Residierender Koordinator der Vereinten Nationen in Bahrain ist.

## Leben
Khaled El Mekwad begann nach dem Schulbesuch zunächst ein Studium der Ingenieurwissenschaften an der Universität Kairo, das er mit einem Bachelor of Science (B.S. Engineering) beendete. Er absolvierte ferner ein postgraduales Studium im Fach Internationale Beziehungen am Institut für diplomatische Studien des Außenministeriums in Kairo sowie einen weiteren postgradualen Studiengang für Internationale Studien an der renommierten École nationale d’administration (ENA) in Paris. Er trat 1989 in den diplomatischen Dienst des Außenministeriums ein und war unter anderem politischer Referent der Ständigen Vertretung bei der Europäischen Union in Brüssel sowie Ständiger Vertreter des Botschafters im Senegal. Im Außenministerium war er an bilateralen und multilateralen Angelegenheiten, internationalen und regionalen Organisationen sowie an der wirtschaftlichen und sozialen Entwicklung in Afrika und den arabischen Regionen beteiligt, mit Schwerpunkt auf Süd-Süd- und Dreieckskooperationen. Er war außerdem Mitglied des nationalen Teams, das für die Aushandlung des am 1. Juni 2004 in Kraft getretenen Europa-Mittelmeer-Partnerschaftsabkommens zwischen Ägypten und der Europäischen Union zuständig war, wo er für die Kapitel über wirtschaftliche Entwicklung und Menschenrechte verantwortlich war. Zuletzt war er stellvertretender Leiter der Ständigen Vertretung bei den Vereinten Nationen in Wien.
2008 trat Mekwad, der fließend Arabisch, Englisch und Französisch spricht, in den Dienst der Vereinten Nationen ein und arbeitete mehrere Jahre in den Bereichen industrielle und sozioökonomische Entwicklung, Umwelt, Armutsbekämpfung, Menschenrechte und Wiederaufbau nach dem Krieg im Nahen Osten und in Afrika. Zuletzt wurde er als Regionalrepräsentant der Organisation der Vereinten Nationen für industrielle Entwicklung UNIDO (United Nations Industrial Development Organization) für das südliche Afrika tätig und war damit für zehn Länder der Entwicklungsgemeinschaft des südlichen Afrika SADC (Southern African Development Community) zuständig. Als UNIDO-Vertreter wurde er auch dem Sudan mit Berichterstattung über Dschibuti und den Jemen sowie dem Libanon mit Berichterstattung über Jordanien und Syrien zugeteilt.
Am 16. April 2022 ernannte der Generalsekretär der Vereinten Nationen, António Guterres, ihn zum Residierenden Koordinator der Vereinten Nationen in Bahrain.